# Škoda Transportation

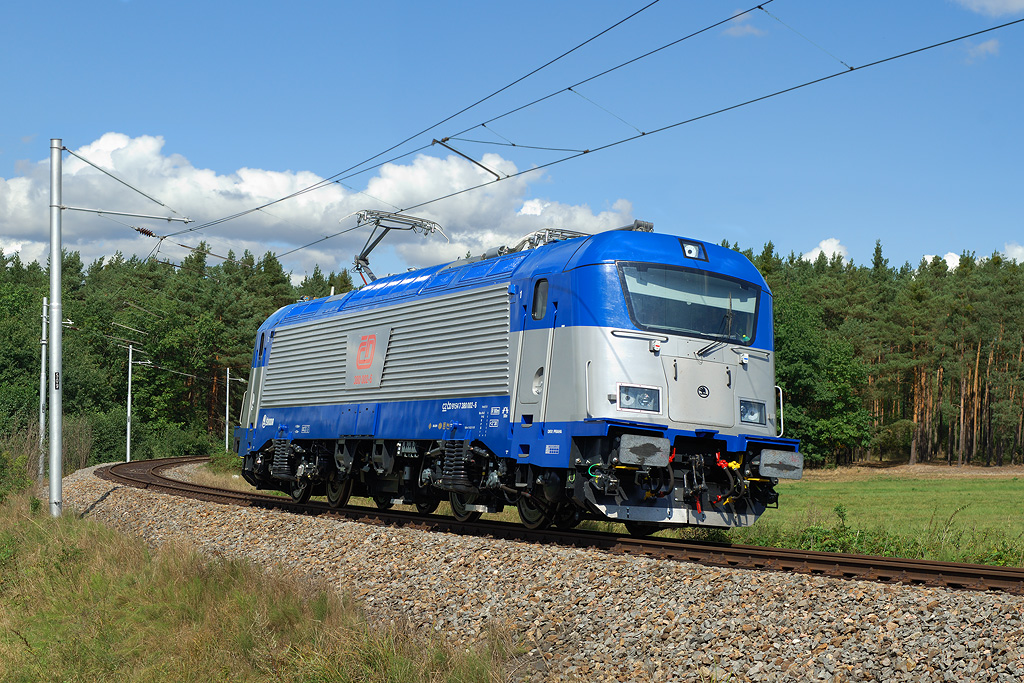
Lokomotiva Škoda 109E

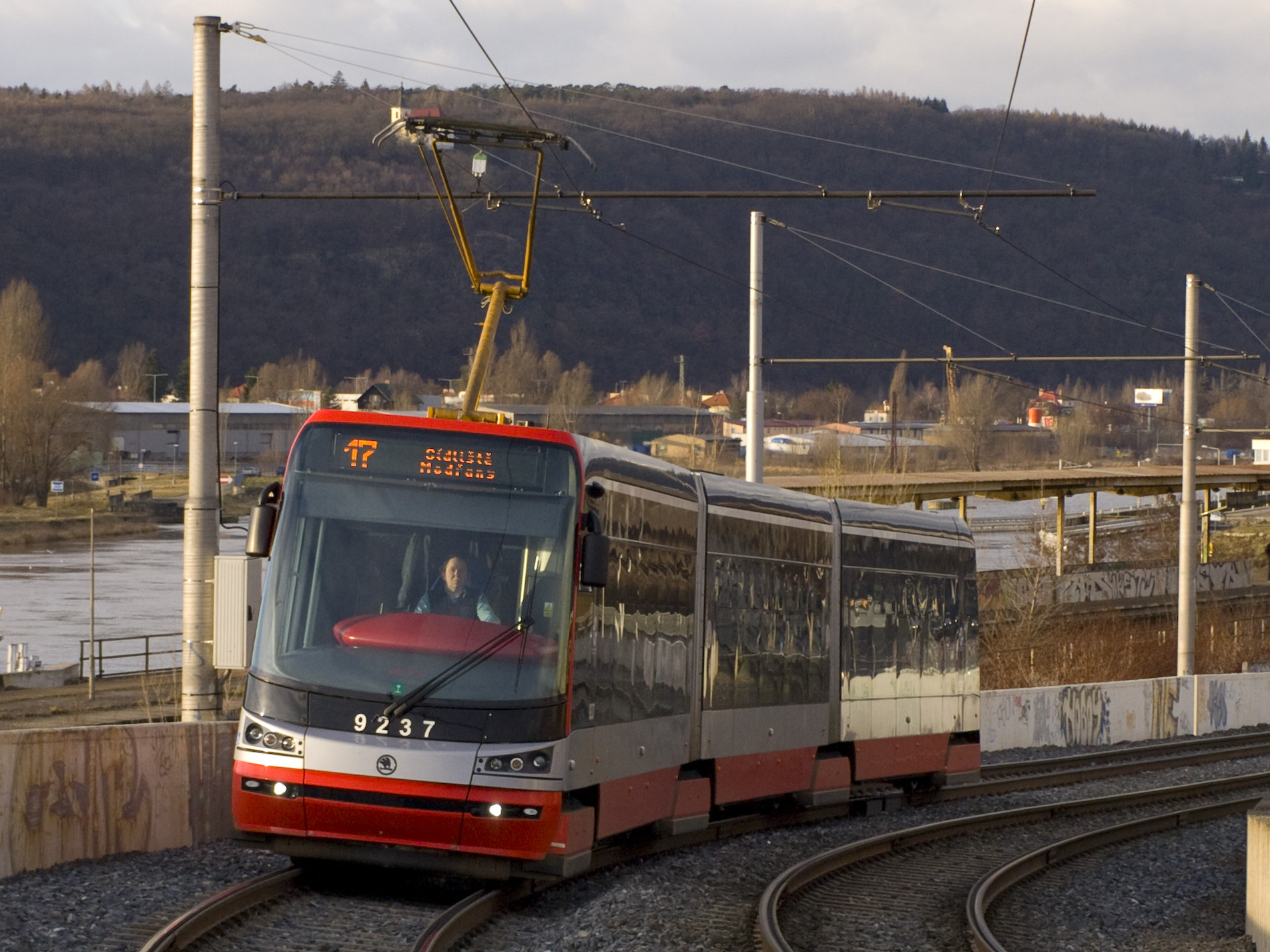
Tramvaj Škoda 15T

ŠKODA TRANSPORTATION a.s. je česká strojírenská firma sídlící v Plzni. Působí v oblasti dopravního strojírenství, vyrábí kolejová vozidla pro městskou dopravu a železnici. Je součástí Škoda Group a svou činností navazuje na historii závodů Škoda, je označována za hlavního dědice Škody Plzeň.

## Historie
Firma byla zapsána do obchodního rejstříku 1. března 1995 jako ŠKODA DOPRAVNÍ TECHNIKA s. r. o., od 10. prosince 2004 působí pod názvem ŠKODA TRANSPORTATION s.r.o., od 1. dubna 2009 se současnou právní formou akciové společnosti. V letech 1995–2001 byla majitelem Škody Transportation společnost ŠKODA a. s. (IČO 00213101), od roku 2003 pak ŠKODA HOLDING a. s. (IČO 26163632, dříve Divide et impera a.s.). V roce 2006 Škoda Holding zanikla fúzí sloučením se společností HQU International, a.s. (IČO 26502399), která se později přejmenovala na Škoda Holding (v roce 2010 pak na ŠKODA INVESTMENT a.s.).
V roce 2003 koupila mateřskou Škodu Holding firma Appian Group se sídlem v Nizozemsku a s nejasnou vlastnickou strukturou. Ta zahájila ve společnosti restrukturalizaci s cílem zaměřit se pouze na dva hlavní výrobní obory – klasickou energetiku a dopravní strojírenství. Roku 2004 byla odprodána Škoda JS a Škoda Kovárny a Hutě a v roce 2009 Škoda Power, takže se ze Škody Holding stala pouze prázdná slupka. Samotná Škoda Transportation odkoupila několik společností z oboru dopravy a stala se hlavní součástí skupiny, za rok 2010 poprvé sestavila konsolidovanou účetní závěrku a dosáhla konsolidovaných tržeb ve výši 12,1 mld. Kč.
V roce 2010 se vlastníkem Škody Transporation stala ŠKODA HOLDING a.s. (IČO 28423518, dříve BTY Czech, a.s.), v roce 2011 pak společnost SKODA INDUSTRY (EUROPE) se sídlem na Kypru, která se v roce 2013 přejmenovala na CEIL (CENTRAL EUROPE INDUSTRIES) LTD. V listopadu 2017 podepsala skupina PPF smlouvu na 100% podíl ve Škodě Transportation a další aktiva, mj. ochrannou známku Škoda. Výsledná cena byla zveřejněna v červnu 2018 a činila 326 milionů eur, tj. v přepočtu 8,3 miliardy korun podle kurzu z dubna 2018. V červnu 2022 mateřská skupina PPF oznámila, že odprodala práva na logo a značku Škoda společnosti Škoda Auto, přičemž plzeňská společnost smí současný název používat na základě licence do roku 2029. Zpravodajský portál Seznam Zprávy v prosinci 2023 uvedl, že podle výroční zprávy Škody Transportation a informací z dalších zdrojů vyvozuje, že nezveřejněná kupní cena loga a značky Škoda činila minimálně 4 miliardy korun.
|                               | 2010 | 2011 | 2012 | 2013 | 2014 | 2015 | 2016 | 2017 | 2018 | 2019 | 2020 | 2021 | 2022 |
| ----------------------------- | ---- | ---- | ---- | ---- | ---- | ---- | ---- | ---- | ---- | ---- | ---- | ---- | ---- |
| aktiva (mld. Kč)              | 26,1 | 25,7 | 24,9 | 24,4 | 23,9 | 23,9 | 23,0 | 23,6 | 23,2 | 24,2 | 27,5 | 25,8 | 35,3 |
| tržby (mld. Kč)               | 12,1 | 15,7 | 15,3 | 14,6 | 16,4 | 18,3 | 17,7 | 11,8 | 11,6 | 11,3 | 9,7  | 11,1 | 15,2 |
| EBIT (mld. Kč)                | 3,9  | 4,1  | 3,8  | 2,1  | 3,2  | 1,8  | 2,3  | 0,9  | 3,9  | 0,4  | 0,3  | 1,1  | 1,2  |
| čistý zisk (mld. Kč)          | 3,3  | 3,4  | 3,1  | 1,8  | 2,3  | 0,6  | 1,6  | 0,3  | 0,3  | -0,4 | -1,4 | 0,6  | 3,5  |
| vyplacená dividenda (mld. Kč) | 4,5  | 6,2  | 2,9  | 3,0  | 1,5  | 5,0  | 1,2  | 0    | 0    | 0    | 0    | 0    | 1,5  |

## Vlastníci
V dubnu 2010 se vlastníkem Škody Transporation stala ŠKODA HOLDING a.s. (IČO 28423518, dříve BTY Czech, a.s.), Dne 20. září 2010 bylo oznámeno, že společnost Škoda Transportation byla prodána skupinou Appian čtyřem fyzickým osobám, a to dvěma manažerům společnosti Appian (Marek Čmejla a Jiří Diviš) a dvěma manažerům Škody Holding (Tomáš Krsek a Michal Korecký). Pravděpodobní noví vlastníci oznámili, že uvažují o uvedení akcií společnosti na burzu. Podle některých mediích šlo jen o formalitu, když tito vlastníci již dávno ovládali dceřinou Appian Group. V listopadu 2011 se stal dalším akcionářem Jaromír Šilhánek, šéf dceřiné společnosti Škoda Electric, a další tři akcionáře společnost získala v roce 2012. Prvním byl Josef Bernard, který začínal ve Škodovce jako technik a později byl šéfem Škody Transportation, a dalšími Marek Krsek a Tomáš Ignačák spojený především s firmou Pars nova. Devátým akcionářem se v roce 2014 stal Michal Kurtinec. V lednu 2015 nahradil Josefa Bernarda ve funkci Tomáš Ignačák. Po převzetí společnosti skupinou PPF byl na pozici generálního ředitele jmenován Petr Brzezina.
Od března 2011 je v obchodním rejstříku jako jediný akcionář Škody Transportation zapsána společnost Skoda Industry (Europe), kterou mají ovládat výše uvedení vlastníci. Vlastní jí však společnost Maranex Finance registrovaná na Marshallových ostrovech a společnost Conitor Terra registrovaná na Guernsey. Skoda Industry (Europe) se v roce 2013 přejmenovala CEIL (Central Europe Industries). Svým neznámým vlastníkům Škoda Transportation vyplatila v letech 2010 až 2013 dividendy v celkové výši přes 16 mld. Kč. V roce 2015 98,75 % akcií jediného akcionáře nepřímo vlastnili Tomáš Krsek, Michal Korecký, Marek Čmejla a Jiří Diviš. Se svým jediným akcionářem má společnost uzavřených několik dlouhodobých úvěrových smluv, v roce 2015 mu společnost dlužila 2 mld. Kč s úrokem 10 % p.a.
Dlouhodobým zájemcem o koupi Škoda Transportation byla čínská CRRC Zhuzhou Locomotive (中车株洲电力机车有限公司), dceřiná společnost čínské CRRC Corporation Limited (中国中车股份有限公司). Podle tehdejší ministra průmyslu Jana Mládka zájemce požadoval garanci, že privatizace Škody Transportation proběhla nezpochybnitelným způsobem, kterou mu odmítl poskytnout. Později se o koupi Škody Transportation ucházel Siemens a spekulovalo se o zájmu o koupi skupinou Energetický a průmyslový holding. Smlouvu na koupi akcií Škodu Transportation a souvisejících aktiv nakonec uzavřela v listopadu 2017 skupina PPF. Transakce byla dokončena v dubnu 2018, celková částka dosáhla výše 326 milionů eur. Dne 7. května 2019 oznámila skupina PPF, že prodala svůj 10% podíl ve Škodě Transportation, cena nebyla zveřejněna.

## Produkty

### Tramvaje
V oblasti tramvají modernizovala Škoda Dopravní technika v 90. letech 20. století celkem 26 plzeňských tramvají Tatra T3 na typ T3M.0 (tovární označení Škoda 01T; 1993–1999) a 20 libereckých tramvají T3 na typ T3M.04 (tovární označení Škoda 02T; 1995–1999). V roce 1997 vyrobila první vlastní tramvaj Škoda 03T (též LTM 10.08, „Astra“, „Anitra“), která byla postupně do roku 2006 dodána do pěti českých tramvajových provozů. Na ni navázaly další typy, z nichž některé byly také exportovány. Nejmodernějšími typy tramvají jsou stroje dodávané pod obchodním jménem Škoda ForCity, které dodává do několika evropských zemí. V rámci Česka byly dodány do Brna (Škoda 45T – od 2022), Plzně (Škoda 40T – od 2021), Ostravy (Škoda 39T – od 2021) a Prahy (Škoda 15T – 2009–2019, Škoda 52T).
Druhým nejvýznamnějším odbytištěm tramvají po roce 2020 se stalo Německo. Škoda Group dodala tramvaje do Saské Kamenice (35T, ForCity Clasic, 2018–2020), pro trojici měst Mannheim, Ludwigshafen am Rhein a Heidelberg (36T, 37T, 38T, všechny ForCity Smart, od roku 2022), Bonnu (41T, ForCity Smart, od roku 2023) a pro trojici měst Frankfurt nad Odrou, Chotěbuz a Brandenburg an der Havel (46T, 47T, 48T, ForCity Plus, od roku 2024). Připravuje se také výroba tramvají pro Kassel (50T,[zdroj⁠?!] ForCity Smart).
Tramvaje Škoda jezdí také ve Finsku Helsinkách (Artic, ForCity Smart, 2013–2019; Artic X54, ForCity Smart, od roku 2021) a Tampere (Artic X34, ForCity Smart, 2020–2021). V roce 2024 doručila Škoda Group obousměrné tramvaje do slovenské Bratislavy (30T, ForCity Plus).

### Metro
Pro pražské metro modernizovala Škoda Transportation v letech 1996–2011 soupravy 81-71 na typ 81-71M. V roce 2003 vyrobila prototyp nového vozu metra typu 6Mt. Podílela se také na výrobě a modernizaci souprav 81-553 pro Kazaň a Kyjev (souprava Slavutyč) a podílela se na výrobě souprav NěVa pro Petrohrad. Na začátku roku 2020 podepsala smlouvu na dodávku souprav metra pro Varšavu. První souprava metra z dílny Škoda Group svezla cestující v polské metropoli v říjnu roku 2022. Další podepsanou zakázkou je dodávka osmi souprav pro metro do bulharské Sofie. Ta byla podepsána v červenci roku 2023.

### Železniční vozidla

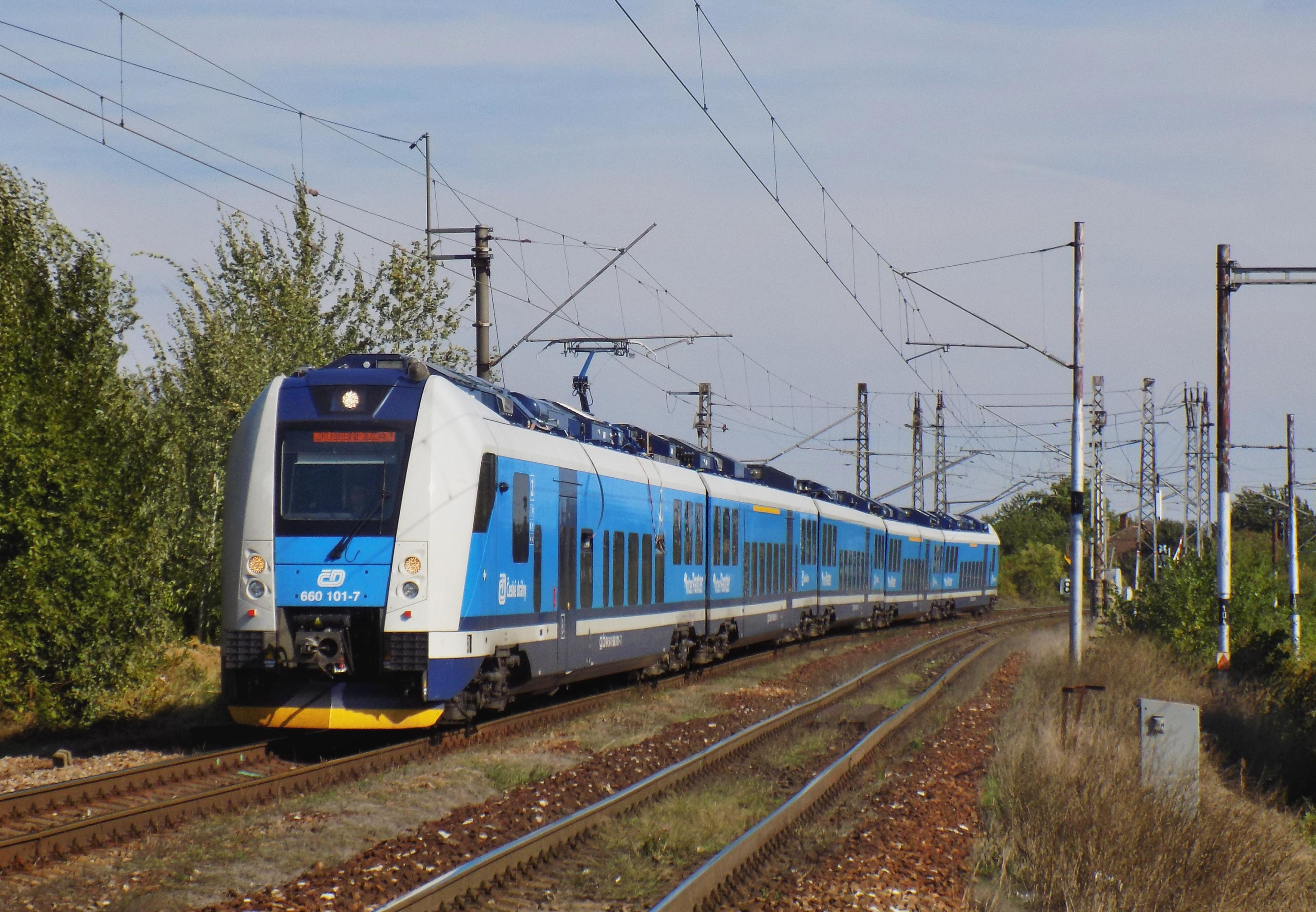
Elektrická jednotka Škoda 10Ev – InterPanter

Škoda Transportation vyráběla elektrické lokomotivy typu 109E (řada 380 ČD, 381 ZSSK a 102 DB Regio) a modernizovala elektrické lokomotivy 71E na typ 71Em (řada 163 → řada 363.5 ČD Cargo). V oblasti železniční dopravy v roce 2020 společnost nechystala žádný nový typ lokomotivy, namísto toho se zaměřovala na vývoj a výrobu elektrických jednotek RegioPanter a InterPanter.
V oblasti železniční dopravy přešla produkce Škoda Group od lokomotiv k jednotkám. Její produkci lze rozdělit do dvou velkých kategorií:
Jednotky push-pull, tedy netrakční jednotky s řídicím vozem, které potřebují ke svému pohybu lokomotivu, jezdí od roku 2011 na Slovensku (tovární označení 3Ev)[zdroj⁠?!], od roku 2021 v Německu a v České republice (tovární označení 13Ev).
Elektrické jednotky (EMU) nesou v rámci portfolia Škoda Group označení RegioPanter (pro regionální provoz), respektive InterPanter (pro dopravu na delší vzdálenosti). První EMU RegioPanter byla označena typem 7Ev. Do zkušebního provozu byla nasazena v září 2012 a v únoru 2013 byly jednotky této série schváleny Drážním úřadem. V rámci České republiky jezdí RegioPantery v Plzeňském, Jihomoravském, Moravskoslezském, Olomouckém, Královéhradeckém, Pardubickém, Ústeckém a Středočeském kraji.
V rámci zahraničí jsou jednotky EMU dodány na Slovensko a do Lotyšska. V roce 2024 by mělo dojít k nasazení prvních jednotek v Estonsku a jsou plánované také dodávky vlaků do Uzbekistánu. 
Dalším odvětvím železniční dopravy, kterým se Škoda Group zabývá, jsou lůžkové vozy. V této oblasti byl v roce 2024 nejdále projekt lůžkových vozů pro finské státní dráhy VR Group. Dle plánů by k jejich nasazení mělo dojít do roku 2025. Lůžkové vozy si u Škoda Group objednal italský železniční dopravce Trenitalia. Do kategorie lůžkových vozů spadá i zakázka modernizace vozů pro rakouského dopravce ÖBB.

## Další činnost
Škoda Transportation založila v roce 2005 společně se Západočeskou univerzitou v Plzni science center Techmania, Mezi cíle science centra patří znovuoživení zájmu mládeže o studium techniky a celkové zvýšení povědomí veřejnosti o vědě a technice. V roce 2015 Techmanii navštívilo přes 271 tisíc turistů, stala se tak třetím nejnavštěvovanějším turistickým místem v Plzni.
Společnost byla příjemcem dvou investičních pobídek ve formě slevy na daně z příjmů v celkové možné výši 1 mld. Kč.
V rámci spolupráce s univerzitami, vypisuje Škoda Group každým rokem soutěž o Cenu Emila Škody. Té se mohou se svými diplomovými pracemi účastnit vysokoškolští studenti technických oborů z celé republiky.
Pod hlavičkou Škoda Group probíhá mezinárodní běžecký závod Škoda FIT Půlmaraton. Jeho dějištěm je Plzeň a termínem spadá do poloviny září.

## Škoda Group
Škoda Transportation je součástí skupiny Škoda Group, která zahrnuje další firmy věnující se strojírenství a elektrotechnice: Škoda Electric, Škoda Vagonka, Škoda Pars, Škoda Transtech (Finsko), Škoda Ekova, Škoda ICT, Škoda Digital, Škoda City Service, Škoda TVC, Poll, Škoda Transportation Deutschland (Německo), Škoda Polska (Polsko), Bammer Trade, Ganz – Skoda Electric (Maďarsko), The Signalling Company, Škoda Investment. Celá tato skupina měla v roce 2013 téměř 3500 zaměstnanců a dosáhla tržeb 14,6 miliardy korun. V roce 2021 měla celá skupina přes 6500 zaměstnanců, tržby 15,5 miliardy korun při čistém zisku 580 milionů korun. Společnost také vlastní 32% podíl ve společnosti Pragoimex.
V roce 2011 koupila Škoda Transportation firmu Autobusová doprava-Miroslav Hrouda ze Zbiroha. Hlavním důvodem této akvizice bylo, aby Škoda mohla v ostrém provozu testovat nově vyvíjené a vyráběné hybridní autobusy.
V roce 2013 založila Škoda Transportation v německém Mnichově dceřinou společnost Škoda Transportation Deutschland. Cílem německé Škodovky bylo vytvořit obchodně-technicko-servisní jednotku, která měla být zodpovědná za rozvoj obchodních aktivit skupiny Škoda Transportation na německém, rakouském a švýcarském trhu. V tomtéž roce Škoda koupila ostravskou společnost Lokel, která se specializovala na projektování a dodávky elektrovýzbroje pro kolejová vozidla.
V roce 2015 Škoda Transportation koupila většinový podíl ve finské společnosti Transtech, která se zabývá výrobou nízkopodlažních tramvají a dvoupodlažních železničních vozů. Od roku 2018, kdy odkoupila i zbývající podíl, nese název Škoda Transtech.
V roce 2016 Škoda Transportation založila ve Spojených státech amerických novou dceřinou společnost Škoda Transportation USA. Hlavním cílem je vytvořit v USA plnohodnotné zázemí sestávající z business developmentu (identifikace a rozvoj obchodních příležitostí), technického oddělení, nákupu a projektového managementu až po výrobu. Založení firmy je prvním krokem plánované expanze na severoamerický trh.
V roce 2019 vznikla v rámci skupiny Škoda Transportation samostatná divize Digitálních dopravních řešení Škoda Digital.
V roce 2020 odkoupila Škoda Transportation ostravskou firmu Ekova Electric. Převod byl dokončen v roce 2021, kdy firma změnila název na Škoda Ekova.
V roce 2022 došlo ke změně prezentace celé skupiny Škoda Transportation, která začala vystupovat pod názvem Škoda Group. V témže roce založila Škoda Group dceřinou společnost v Itálii.
V roce 2023 rozšířila Škoda Group své portfolium o dvě nové společnosti. V lednu koupila významnou část aktiv rakouské společnosti Molinari Rail Austria, zaměřující se na technické projektování a design, které se staly základem nově založené společnosti Škoda Group Austria, a v únoru koupila převážnou část (93,6 %) belgického výrobce zabezpečovacího železničního systému The Signalling Company.
V roce 2024 zakoupila Škoda Group českou elektrotechnickou společnost Cegelec, kterou přejmenovala na Electric Components.